# Провозглашение независимости Косова

Признание независимости Косова в мире:
Косово
Государства, официально признающие независимость Косова
Государства, объявившие о том, что они собираются формально признать независимость Косова
Государства, объявившие о нейтралитете или отложившие решение о признании независимости Косова
Государства, объявившие свою озабоченность односторонним провозглашением независимости
Государства, объявившие о том, что они не признаю́т независимость Косова

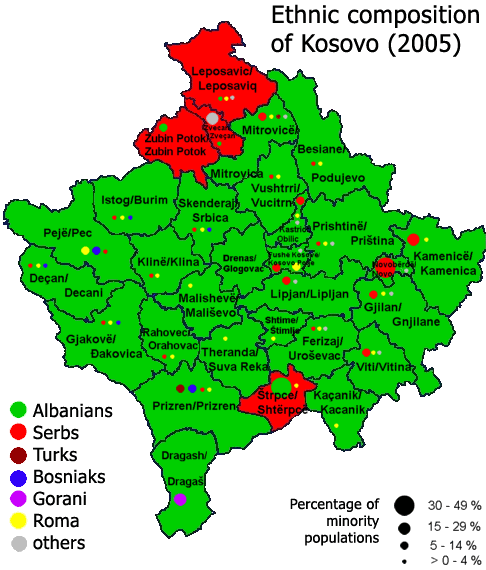
Этнический состав населения Косова: в красных областях большинство населения — сербы, в зелёных — албанцы

Провозглаше́ние незави́симости Ко́сова (алб. Shpallja e Pavarësisë së Kosovës) — акт Парламента Косова от 17 февраля 2008 года, который объявил о независимости Косова в одностороннем порядке. На 24 февраля 2024 года независимость Косова признана 99 государствами — членами ООН.

## Международная реакция
- На экстренном заседании Совета Безопасности ООН 15 февраля 2008 года пять государств (США и страны ЕС) из 15 членов Совбеза высказались за предоставление независимости Косову. Постоянный представитель РФ Виталий Чуркин отметил[2]: Без нового решения Совета Безопасности никто не может самовольно подменить ООН в Косове, произвольно изменить характер, структуру и функции международного гражданского присутствия в крае. Любые произвольные шаги в обход СБ ООН по изменению мандата международного присутствия... противоречили бы международному праву, прежде всего уставу ООН, и общепризнанным нормам миротворчества.
- Против отделения Косова выступила Россия: Владимир Путин заявил, что одностороннее объявление независимости Косова будет нарушением принципов международного права[3]. Заявление МИД России по Косову:Россия выступает за немедленный созыв чрезвычайного заседания Совета Безопасности ООН для рассмотрения ситуации, принятия решительных и действенных мер по возвращению к процессу политического урегулирования в соответствии с положениями резолюции 1244 СБ ООН[4].
- Власти Кипра заявили, что «никогда не признают одностороннее провозглашение независимости частью территории государства — члена ООН»[5].
- Президент США Джордж Буш признал независимость Косова[6].
- Министр иностранных дел Австрии Урсула Плассник сообщила, что Австрия признает Косово в качестве независимого государства «синхронно с большой группой партнёров по Европейскому союзу»[7]:

- Премьер-министр Республики Албания Сали Бериша[7]:

Новое государство будет признано Тираной после того, как по этому поводу выскажутся Вашингтон и ЕС.
- Согласно заявлению Министерства иностранных дел Турции[7]:

Турецкая Республика с удовлетворением встретила основы и положения, указанные в декларации о независимости парламента Косова, и приняла решение признать независимость Республики Косово.
- 20 февраля Национальный совет цыган Сербии отказался признавать независимость Косова[8]:

Национальный совет цыган сообщил, что цыгане никогда не признают независимость Косова и Метохии и никогда не предадут своё государство - Сербию. Совет подверг осуждению и заявление британского посла в Косове, что план Марти Ахтисаари признали и приняли цыгане, живущие в крае. Национальный совет подчеркнул, что цыгане и далее остаются излюбленной мишенью нападений албанских экстремистов, и что в ходе мандата миссии ООН свыше 85 % цыган было вынуждено покинуть свои дома и бежать из Косова в результате террора и целенаправленного преследования со стороны временных албанских институтов власти.
- 4 марта 2008 года Швеция и Нидерланды признали независимость Косова[9].
- 19 мая 2010 года Сомали признало независимость Косова[10].
- 2 февраля 2021 Израиль и Косово установили дипломатические отношения[11].